# Łempino
Łempino – wieś sołecka w Polsce położona w województwie mazowieckim, w powiecie płońskim, w gminie Raciąż. Przez miejscowość przepływa rzeczka Karsówka, dopływ Raciążnicy.
W latach 1975–1998 miejscowość administracyjnie należała do województwa ciechanowskiego.